# Каланак (Раштский район)
Каланак (тадж. Қалъанак) — деха́ (сельский населённый пункт) в Раштском районе РРП Таджикистана. Входит в состав сельской общины (джамоата дехота) Каланак. Расстояние от села до центра района (пгт Гарм) — 17 км, до центра джамоата (село Белги) — 5 км. Население — 1729 человек (2017 г.), таджики. Население в основном занято сельским хозяйством (животноводство и растениводство). Земли орошаются главным образом водами горных источников.